# 台灣經濟新報
台灣經濟新報文化事業股份有限公司（Taiwan Economic Journal Co., Ltd，簡稱：TEJ），台灣金融資訊廠商，總部位於台灣台北市。成立於1990年，成立衷旨為提供證券金融市場基本分析所需資訊。
台灣經濟新報主要業務提供財經資料庫，供法人機構、學校教育使用，資料內容涵蓋亞洲地區(台灣、中國、新加坡、韓國等)企業基本面與金融交易資訊。